# Edoardo Matania
Edoardo Matania (Napoli, 31 agosto 1847 – Napoli, 17 dicembre 1929) è stato un pittore e illustratore italiano.

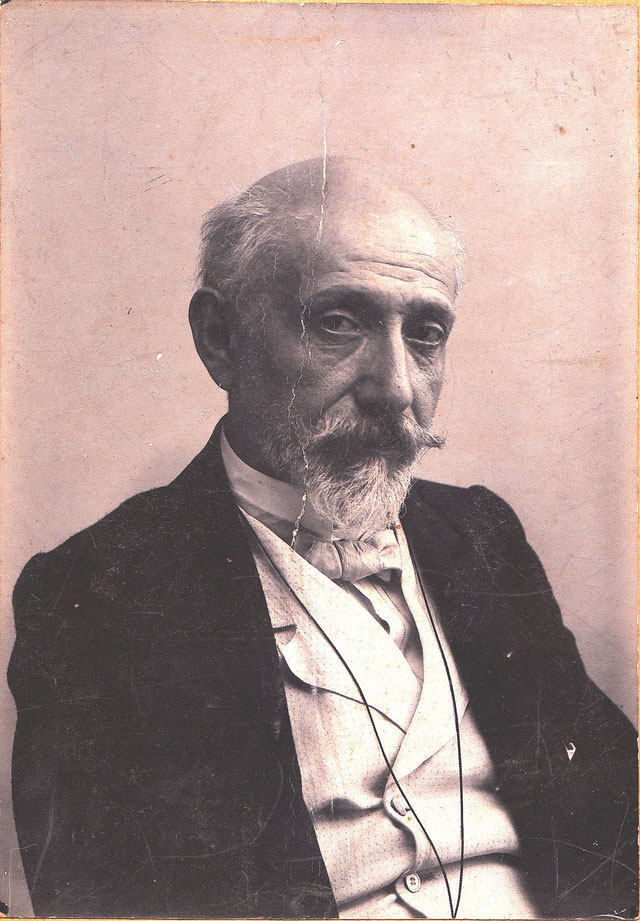
Eduardo Matania

Edoardo Matania è stato autore di numerosissime incisioni di tema risorgimentale, e fu tra i pittori impressionisti napoletani chiamati ad affrescare le volte del Caffè Gambrinus di Napoli.

## Biografia
Edoardo Matania, figlio di Fortunato, «negoziante di chincaglierie», e da Carmela Di Majo, fu un pittore di impianto naturalista e, similmente ad altri artisti contemporanei, svolse per problemi economici l'attività di illustratore di copertine per l'editore Bideri, e collaborò con L'illustrazione italiana di Emilio Treves. Per lo stesso Treves ha inoltre illustrato l'opera Garibaldi e i suoi tempi di Jessie White Mario (1884) e la "Storia del Risorgimento Italiano" di Francesco Bertolini (1889); mentre per Sonzogno ha realizzato l'iconografia de La Gerusalemme liberata del Tasso
Dalla sua unione con la sorella di Alberto della Valle nasce Fortunino Matania, altro valido pittore ed illustratore, con il quale illustrerà La vita e il regno di Vittorio Emanuele II di Giuseppe Massari, i cui 350 bozzetti originali saranno oggetto di una mostra dedicata, tenutasi dal 16 febbraio 1901 alla Galleria nazionale d'arte moderna di Roma.
La nipote Clelia Matania, figlia del figlio Fortunino, diventerà una nota attrice di rivista e di cinema, lavorando a fianco di figure come Totò e Delia Scala in numerosissime pellicole.

### Ultimi anni
Agli inizi del Novecento, E. Matania lasciò Milano per ritornare a Napoli, dove si stabilì verso il 1903 in Corso Vittorio Emanuele e dal 1908 al 1913 a Villa Haas in via Cimarosa, pur continuando a lavorare per le pubblicazioni milanesi in qualità di corrispondente artistico.
Il 16 dicembre 1889, A Napoli, l'artista riceve la nomina a professore onorario del Real Istituto di Belle Arti, ed era stato invitato a far parte del comitato della Società promotrice napoletana Salvator Rosa.
L'anno successivo, il 1890, fu chiamato insieme con Giuseppe De Sanctis, Vincenzo Caprile, Vincenzo Volpe, Vincenzo Irolli, Giuseppe Migliaro e altri, a realizzare gli affreschi delle sale del Caffè Gambrinus, divenuto luogo d’incontro della élite partenopea.
Allo scoppio della prima guerra mondiale andò a vivere temporaneamente a Londra, dove si era trasferito Fortunino, cui si affiancò nel far fronte alle numerose committenze di riviste internazionali, tra le quali The Sphere e The Graphic di Londra a cui collaborò anche il nipote Ugo Matania, che poi sposerà la figlia Anna.
Rientrato a Napoli dopo la fine del conflitto, Edoardo Matania vi morì il 17 dicembre 1929.
Nel 1942 gli fu dedicata una grande mostra al Castello Sforzesco di Milano, dal titolo «Eroismo e Romanticismo del Risorgimento», organizzata dal direttore del Museo del Risorgimento Antonio Monti. 
Questi, attraverso 250 tavole disegnate in nero e anche acquerellate conservate nella collezione, gli attribuì il giusto riconoscimento come a uno dei più grandi illustratori delle vicende italiane della seconda metà dell’Ottocento.

Nella collezione del Museo comunale di Barletta, alla sezione Donazione Gabbiani, si conservano alcuni dei suoi dipinti donati dal pittore ottocentesco barlettano Giuseppe Gabbiani alla sua città natale.

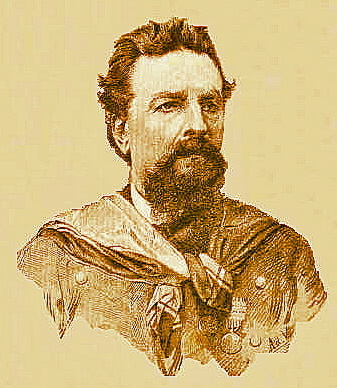
Il Generale Medici (1887)
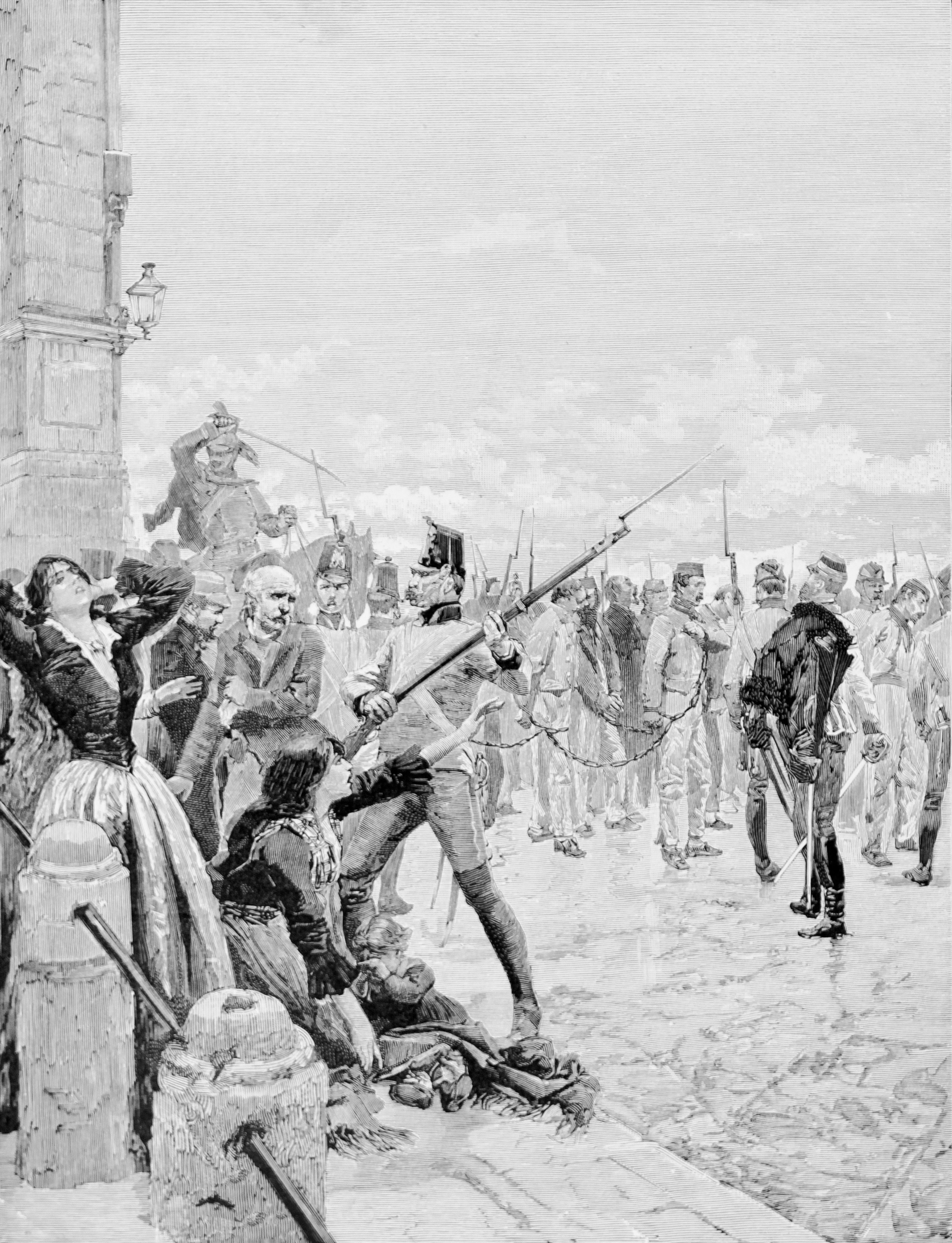
I Martiri di Belfiore a Mantova
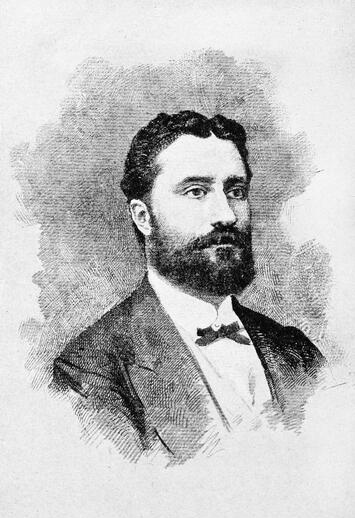
Ritratto giovanile di Giovanni Nicotera
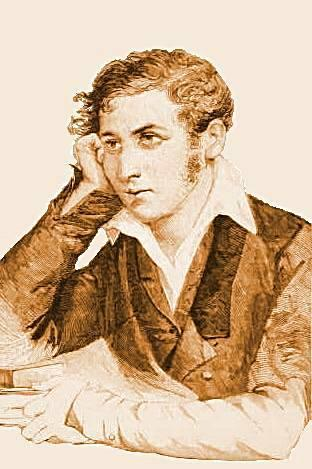
Ritratto giovanile di Carlo Cattaneo
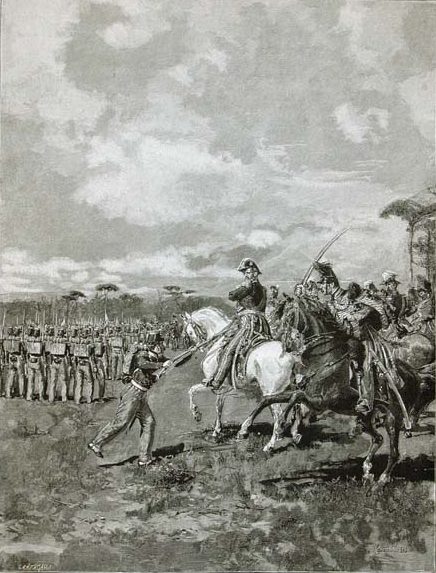
Agesilao Milano attenta alla vita di re Ferdinando II di Borbone